# مايك آدامز (لاعب كرة قدم)
مايك آدامز (بالإنجليزية: Mike Adams)‏ (20 فبراير 1965 في المملكة المتحدة - ) هو لاعب كرة قدم بريطاني في مركز الوسط. لعب مع نادي بريستول روفيرز وWeston-super-Mare A.F.C. ‏ ونادي باث سيتي وKeynsham Town F.C. ‏.